# Bowleys Quarters
Bowleys Quarters statisztikai település az USA Maryland államában, Baltimore megyében. Lakosainak száma 6853 fő (2020. április 1.).

## Népesség
A település népességének változása:

| 2010 | 6 755 |
| 2020 | 6 853 |